# Koji Sasaki
Koji Sasaki (佐々木 康治 Sasaki Kōji?,  nacido el 30 de enero de 1936) es un exfutbolista japonés que se desempeñaba como delantero.
Sasaki jugó 14 veces para la selección de fútbol de Japón entre 1958 y 1961.

## Trayectoria

### Clubes
| Club         | País  | Año         |
| ------------ | ----- | ----------- |
| Dunlop Japan | Japón | 1958 - ???? |

### Selección nacional
| Selección | País  | Año         |
| --------- | ----- | ----------- |
| Absoluta  | Japón | 1958 - 1961 |

## Estadística de equipo nacional
| Selección de Japón | Selección de Japón | Selección de Japón |
| Año                | Part.              | Goles              |
| ------------------ | ------------------ | ------------------ |
| 1958               | 2                  | 0                  |
| 1959               | 8                  | 0                  |
| 1960               | 1                  | 1                  |
| 1961               | 3                  | 0                  |
| Total              | 14                 | 1                  |